# Geev
 (janvier 2025).
Geev est une entreprise créée le 2 février 2016 par Hakim Baka et Florian Blanc. Elle développe une application mobile ainsi qu'un site internet de dons d'objets et de nourritures entre particulier.

## Histoire
En 2015, Florian Blanc et Hakim Baka créent un groupe Facebook appelé Adopte un objet qui permet aux membres de donner localement leurs objets. Ils créent l'application Geev en 2017 sur un modèle CtoC après avoir passé quelques mois chez Business Nursery, l'incubateur de KEDGE.
En 2018, Geev réalise une levée de fonds de 3 millions d’euros auprès de fonds d’investissement.
En 2020, la start-up gagne le prix de l'économie circulaire à l'occasion des Tech for Good Awards. La même année, la barre des 5 millions de dons est franchis.
En 2021, la start-up noue un partenariat avec Time For The Planet,.
En juin 2023, elle réalise une levée de fonds de 1.1 million d’euros par des particuliers via la plateforme Tudigo. La même année, en partenariat avec Greenly, ils mettent au point une méthode de calcul qui permet de mesurer les émissions carbones évitées grâce aux dons,.
D’après les chiffres de l’entreprise, en 2024, l’application compte 5 millions d’utilisateurs pour 25 millions de dons et a permis d’éviter 180 000 tonnes de CO2.

## Activité
Geev est une application mobile basée sur la géolocalisation sur laquelle les utilisateurs publient et récupèrent des annonces de dons. Ces dons sont sous forme d’objet physique ou alimentaire.  En 2021, 1 don est réalisé toutes les 30 secondes en moyenne.
L’entreprise est financée par les revenus publicitaires ainsi que par les abonnements des utilisateurs qui souscrivent à l’offre Geev Plus depuis octobre 2018.
L’entreprise propose également des services BtoB pour accompagner les enseignes et renforcer leur démarche sur la seconde vie et la circularité (écoulement des invendus, reprise des anciens équipements de leurs clients sous la forme de dons sur Geev).
En 2022, Geev noue un partenariat avec Conforama pour encourager les clients de l’enseigne à donner leurs anciens meubles et appareils électroménagers sur l’application.
En 2023, Geev réalise une nouvelle levée de fond, cette fois de 4.5 millions d’euros, pour lancer leur offre Geev Pro. Cette nouvelle offre propose une solution de reprise solidaire en magasin (comme avec Conforama depuis 2022) et une solution de comptes pro pour les grossistes ou revendeur qui leur permet de donner ou vendre à prix réduit les invendus.
En septembre 2024, à Fenouillet, l’entreprise lance un magasin solidaire physique où toute est gratuit si le client à un abonnement premium à l’application,.